# Schleusenwärterhaus Hinterbrühl

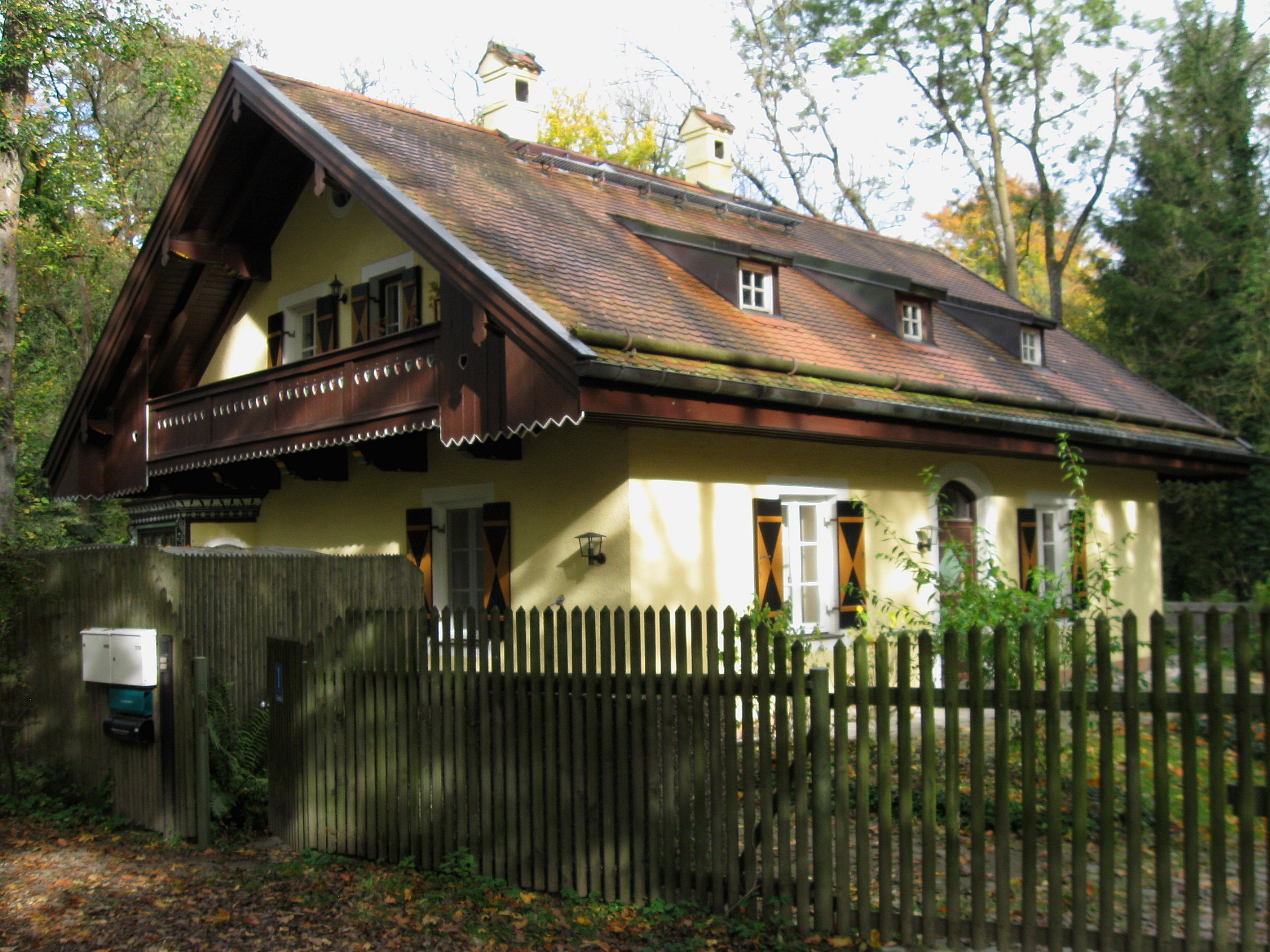
Schleusenwärterhaus Hinterbrühl-7

Das Schleusenwärterhaus Hinterbrühl ist ein Wohngebäude in München. Das Gebäude ist als Baudenkmal in die Bayerische Denkmalliste eingetragen.

## Lage
Das Haus liegt im zu Thalkirchen gehörenden Ortsteil Hinterbrühl am Ländkanal schräg gegenüber dem Gasthof Hinterbrühl. Eine Fußgängerbrücke führt über den Kanal zur Straße. Südlich des Hauses liegt der Hinterbrühler See.

## Geschichte
Im Rahmen der Anlage des Ländkanals und der Zentrallände wurde das Haus 1899 als Wohnhaus für den Schleusenwärter errichtet.

## Architektur
Das ehemalige Schleusenwärterhaus ist ein eingeschossiger Bau im alpenländischen Landhausstil. Es hat eine Grundfläche von etwa 15 × 8 Metern und trägt ein überstehendes Satteldach. Das Erdgeschoss hat an seiner Südwestecke einen polyponalen Eckerker. Das Dachgeschoss hat kleine Dachgauben und auf den beiden Giebelseiten einen Holzbalkon.